# Murueta (Orozco)
Murueta es una entidad de población española del municipio de Orozco, perteneciente a la provincia de Vizcaya, en la comunidad autónoma del País Vasco.

## Historia
Hacia finales del siglo XIX, el lugar, ya por entonces perteneciente a Orozco, tenía contabilizada una población de alrededor de cuarenta habitantes. Aparece descrito en el séptimo volumen del Diccionario geográfico, estadístico, histórico, biográfico, postal, municipal, marítimo y eclesiástico de España y sus posesiones de ultramar de Pablo Riera y Sans con las siguientes palabras:

MURUETA.—L. agreg. al ayunt. de Orozco, cuya casa consistorial está en el b. Zubiaur, otro de los que forman este ayunt. y del que dista la localidad que describimos 5'4 k. Cuenta sobre unos 40 hab. y 12 edif., de los que 3 están inhabitados.—Org. civ. Corresponde á la prov. de Vizcaya y contribuye, con su ayunt., para las elecciones de diputados provinciales y las de Córtes.—Org. mil. C. G. de las Provincias Vascongadas y C. M. de Vizcaya.—Org. ecle. Pertenece á la dióc. de Vitoria y arciprestazgo de Durango; utiliza para sus necesidades religiosas la iglesia más inmediata.—Org. jud. Está adscrito al part. jud. de Durango, á la aud. de lo criminal de Bilbao y á la territ. de Búrgos.—Org. econ. Para el pago de sus impuestos depende de la Delegacion de Hacienda de su prov.—S. púb. Recibe y expide la corr. por la A. de Bilbao á Castejon, esf. y pt. de Areta.—Ob. púb. y med. de com. Para verificar sus transportes y relaciones utiliza los caminos que cruzan su tér. municipal.—Ins. púb. La escuela radica en la cabecera de su ayunt.—Art., of., ind. La ind. dominante en esta localidad es la agrícola. — Pob. Nada de notable tienen los edif. que la forman.—Sit. geog. y top. (Véase el artículo de su ayunt.).
(Riera y Sans, 1885, p. 570)

En 2023, la entidad singular de población tenía empadronados 83 habitantes y el núcleo de población, 28.

## Patrimonio
Hay en el lugar una iglesia de San Pedro.